# 173. Reserve-Division (Wehrmacht)
Die 173. Reserve-Division war eine Infanteriedivision des Heeres der deutschen Wehrmacht im Zweiten Weltkrieg. 

## Geschichte

### Aufstellung
Die Division wurde am 17. Juli 1943 aus der bisherigen, 1939 im Wehrkreis XIII (Nürnberg) aufgestellten Division Nr. 173 gebildet.

### Besatzungstruppe Kroatien
Unmittelbar nach der Aufstellung erfolgte die Verlegung nach Kroatien. 

### Verlegung auf den Truppenübungsplatz Milowitz
Am 9. Februar 1944 wurde die Division in das Protektorat Böhmen und Mähren verlegt und ihre Teileinheiten auf dem dortigen Truppenübungsplatz Milowitz, nordöstlich von Prag, stationiert.

### Auflösung durch Verwendung zur Aufstellung der Schattendivision Milowitz
Auf dem Truppenübungsplatz Milowitz erfolgte die Umgliederung in die  Schattendivision Milowitz.